# Det Humanistiske Fakultet (Aalborg Universitet)
 For alternative betydninger, se Det Humanistiske Fakultet. (Se også artikler, som begynder med Det Humanistiske Fakultet)
Det Humanistiske Fakultet er et af fem fakulteter på Aalborg Universitet. Det består af Institut for Kommunikation og Psykologi, samt og Institut for Kultur og Læring, og er det næstmindste af fakulteterne.
Fakultetet har ca. 570 medarbejdere og 4.300 studerende (2019). Det ledes af en dekan i samarbejde med to prodekaner og holder til på campusområderne i Aalborg og København.